# Кузьменки (Миргородський район)
Кузьменки́ —  село в Україні, у Миргородській міській громаді Миргородського району Полтавської області. Населення становить 27 осіб. Колишній орган місцевого самоврядування — Петрівцівська сільська рада.

## Географія
Село Кузьменки знаходиться на відстані 2 км від села Широка Долина та за 5 км від села Петрівці.

## Економіка
- Молочно-товарна ферма.